# Travis (együttes)
A Travis egy skót alternatív rockegyüttes Glasgow-ból. Az együttes 1990-ben jött létre eredetileg Running Red néven (később Glass Onion), amit 1994-ben változtattak a jelenlegire, amikor kialakult mai felállás.

## Története
A Travis elődje a Running Red volt, tagjai Christ és Geoff Martyn, Andy Dunlop és Neil Primrose voltak. A csapatba később bevettek egy női tagot is, Catherine Maxwell-t, és ekkor a zenekar nevét Glass Onion-ra változtatták. 1991-ben csatlakozott hozzájuk egy zeneileg gyakorlatlan bölcsészhallgató, Fran Healy. Ebben az évben később ők öten elkészítettek egy magánkiadású felvételt, mely a The Glass Onion EP címet viseli. Ezután változtatták meg az együttes nevét Travisre, ami a Wim Wenders által rendezett Párizs, Texas című filmben a Harry Dean Stanton által játszott szereplő neve.
Az együttes megnyert egy tehetségkutató versenyt, amit a Music in Scotland Trust szervezett. Amíg Skóciában koncerteztek, egy amerikai zenei producer, Niko Bola elintézte, hogy a zenekar a Radio Scotlandban kapjon szereplési lehetőséget. Később Healy elküldte az együttestől  Geoff Martynt és Chris Martynt, majd a megüresedő basszusgitáros helyre egyik barátját vette be, Dougie Payne-t, aki ekkor még egy farmerüzletben dolgozott és még soha nem játszott basszusgitáron. Két héttel később Payne átesett egy gyors basszusgitáros oktatáson, és első koncertjüket a Horse Shoe Bárban adták.
Ezután Healy és Payne Londonba költöztek. Egy évvel később a zenekar többi tagja is követte őket. Az együttes első londoni koncertjét a Dublin Castle in Camdenben adta. A zenekar ekkor megkereste Andy MacDonaldot az Independiente kiadó alapítóját, aki szerződtette őket.
Steve Lillywhite producerrel 1997-ben, a Bearsville Studiosban, Woodstockban felvették a Good Feeling albumot. Az album 9. helyezést ért el a brit toplistán.
A Travis stílusát illetően leginkább britpopnak nevezhető, az Oasis és Blur stílusához hasonló, ám első lemezükön találhatunk alternatív rock számokat is. Rengeteg ma is aktív együttesnek adtak ihletet. Ilyen például a Coldplay és a Keane is.[forrás?]

## Fran Healy
Az együttes frontembere 1973. július 23-án Staffordban született. Szülei elváltak, ő az anyjához került, ezután költöztek Glasgowba az anyja szüleihez. Általános iskolába a Holyrood Secondary Schoolba járt Glasgow-ba.
A zenét 14 évesen Roy Orbison hatására kezdte el tanulni az akkor karácsonyra kapott gitárján.
Ekkor kezdett dalírásba is, és egyik első saját szerzeményét elő is adta egy iskolai rendezvényen. Tinédzserként több iskolai együttesben is játszott. 18 évesen a glasgowi Glass Onion zenekar dobosa felkérte, hogy csatlakozzon a csapathoz énekesként. Ebből a zenekarból lett a ma ismert Travis.
Healy később Londonba költözött az együttes tagjaival együtt. 2000-ben megismert egy német fotógráfust, Nora Krystet, akit el is vett feleségül. 2006 márciusában született meg első kisfiuk Clay, aki a vezetéknevét anyjától kapta. 2008 februárjában Berlinbe költöztek, máig ott élnek.

## Lemezei
- Good Feeling (1997)
- The Man Who (1999)
- The Invisible Band (2001)
- 12 Memories (2003)
- The Boy with No Name (2007)
- Ode to J. Smith (2008)
- Where You Stand (2013)

## Kislemezei
- U16 Girls (1997)
- All I Want To Do Is Rock (1997)
- Tied To the 90's (1997)
- Happy (1997)
- More Than Us (1998)
- Writing To Reach You (1999)
- Driftwood (1999)
- Why Does It Always Rain On Me? (1999)
- Turn (1999)
- Coming Around (2000)
- Sing (2001)
- Side (2001)
- Flowers In The Window (2002)
- Re-Offender (2003)
- The Beautiful Occupation (2003)
- Love Will Come Through (2004)
- Walking In The Sun (2004)
- Closer (2007)
- Selfish Jean (2007)
- My Eyes (2007)
- J. Smith (2008)
- Something Anything (2008)
- Song To Self (2009)
- Another Guy (2013) – ingyen letölthető az együttes hivatalos oldaláról
- Where You Stand (2013)
- Moving (2013)